# April Hunter
April Hunter (Filadelfia, Pensilvania; 24 de septiembre de 1971) es una ex luchadora profesional y manager, así como boxeadora, actriz, escritora y modelo de fitness y de glamour estadounidense.

## Carrera profesional

### World Championship Wrestling (1999–2000)
En 1999, después de que Hunter apareciera en la revista Playboy, fue contratada por la World Championship Wrestling (WCW). Junto con otras cuatro modelos (Tylene Buck, Kim Kanner (Shikira), Midajah y Pamela Paulshock), acompañó a los miembros de la New World Order (nWo) en sus combates.

### Circuito independiente (2001–2007)
Hunter se formó como luchadora profesional con Killer Kowalski en Boston. Era la única mujer de la clase y pronto empezó a trabajar en el circuito independiente y en el extranjero. Hunter formó un equipo de lucha con su compañera Nikki Roxx en la World Xtreme Wrestling; la pareja era conocida como The Killer Babes, y luego trabajó como mánager de Slyck Wagner Brown. Juntas, han conseguido el campeonato de equipos de combate 3PW de Pro-Pain Pro Wrestling y el campeonato de equipos de combate JAPW de Jersey All Pro Wrestling.
Hunter viajó a Canadá por primera vez en diciembre de 2005, trabajando para Action Wrestling Entertainment y luchando contra Sarah Stock. En febrero de 2006, Hunter trabajó para la Naked Women's Wrestling League (NWWL) de Carmen Electra. Mientras estaba en la NWWL Hunter se rompió la nariz, lo que limitó los movimientos que podía realizar mientras trabajaba para la promoción.
En abril de 2006, Hunter formó con Talia Madison un tag team conocido como T & A. El 6 de abril, derrotaron al Team Blondage (Amber O'Neal y Lollipop) por el campeonato Tag Team de la WEW. Un mes después, Hunter y J.D. Maverick debutaron juntos en TNT Pro Wrestling. En septiembre, Hunter retó a Madison por su Campeonato Femenino de TNT, y la derrotó por el título el 23 de septiembre. Durante su estancia en TNT, Hunter apareció en el DVD Glamour, Glitz & Divas-The Untold Story of American Women's Wrestling, junto a Madison y Michaels.

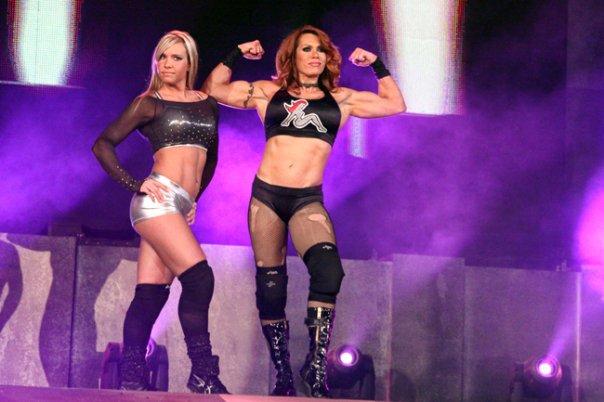
Hunter (dcha.) junto a Lorelei en TNA Impact!.

Hunter ganó el Campeonato Mundial de Queens of Chaos en noviembre de 2006 al derrotar a Sweet Saraya en la ronda final de un torneo de campeonato. También ganó el campeonato GCW W.I.L.D. de Great Canadian Wrestling de manos de Miss Danyah el 13 de abril de 2007. Mantuvo el título durante un día antes de perderlo ante Cherry Bomb en un combate a cuatro bandas. Debido a las lesiones relacionadas con la lucha libre, Hunter se retiró de la lucha profesional a finales de año.

### Total Nonstop Action Wrestling (2002, 2009)
El 28 de agosto de 2002, Hunter apareció en Total Nonstop Action Wrestling (TNA). Fue presentada (y derrotada) por la entonces Miss TNA Bruce como parte de su Desafío Miss TNA. Regresó para varias otras apariciones en TNA, incluyendo combates contra Desire, Eric Watts y John Walters. Hunter se convirtió en heel en su regreso a TNA en la edición del 31 de diciembre de 2009 de Impact! formando equipo con la malvada Lorelei Lee en un esfuerzo perdedor contra las ganadoras del Impact Knockouts Tag Team Championship, Sarita y Taylor Wilde. El 15 de junio de 2010, Hunter afirmó que había rechazado una oferta de contrato de TNA el mes anterior.

### Regreso al circuito independiente y retiro (2009–2014)
A finales de 2009, Hunter regresó al cuadrilátero desde su retiro. A su madre se le diagnosticó un cáncer en fase cuatro y su regreso al ring se debió a que quería ayudar económicamente. Hunter realizó una gira por Europa con American Rampage Wrestling en noviembre y diciembre de 2009 con Rob Van Dam, Sid Vicious y Sabu.
Hunter formó parte de la gira europea de AWR (American Wrestling Rampage) en noviembre de 2010 en Francia con Booker T, Sandman, Scott Steiner y Kai.
El 21 de septiembre de 2012, Hunter debutó para el evento SHINE 3 de Shine Wrestling como el manager villano de Made In Sin (Allysin Kay y Taylor Made). Las tres mujeres se alinearían con Rain e Ivelisse para formar la facción Valkyrie en SHINE 6 el 11 de enero de 2013. En SHINE 7, el 22 de febrero, Hunter hizo su debut en el ring para la promoción, haciendo equipo con Made In Sin en una salida victoriosa contra Mia Yim, Su Yung y Tracy Taylor.
April Hunter debutó para High Impact Wrestling Canada en agosto de 2014 como parte del Tour De Rumble, que contó con eventos en todo el centro de Canadá, apareciendo en ocho eventos durante la gira. Luchó junto a Danny Duggan y Mike McSugar derrotando a los equipos de Jaida y Michael Allen como Dick Richards y Jaida. Finalmente, Hunter se retiró en 2018 de la lucha libre profesional.

## Otras facetas

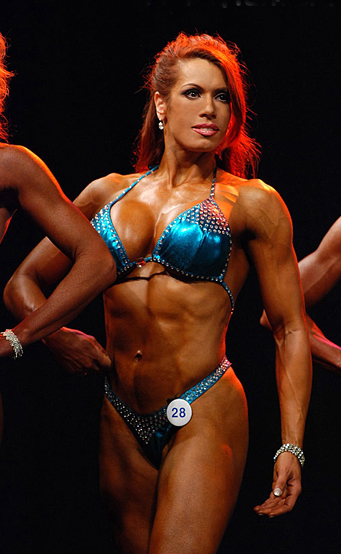
April Hunter participando en una competición de fitness.

Hunter compitió en competencia de fitness y de figura en 2009, quedando en tercer lugar en su primera concurso, organizado por el National Physique Committee el 14 de noviembre de 2009. Después compitió en figura el 18 de junio de 2010 en los Junior Nationals de Chicago.
Como actriz, Hunter ha aparecido en las películas Â! Ikkenya puroresu (2004) y Just Another Romantic Wrestling Comedy (2007). En el Reino Unido, ha aparecido en el James Whale Show, y en Japón, apareció en un anuncio de televisión de Toyota Fun Cargo. En Estados Unidos, apareció en un documental de la MSNBC titulado Body of Work, en el programa de radio The Howard Stern Show y en los vídeos de "Boom Boom Boom" y "Don't Stop (Wiggle Wiggle)" de The Outhere Brothers. Así mismo, hizo presencia en un documental de W-FIVE en Canadá, en el programa Most Daring Wild Women de TruTV y en varias películas independientes, como Ultimate Death Match II y Hell House en 2009.
En 2012, Hunter apareció en la película de terror The Meat Puppet interpretando el papel de "Jade". Por su actuación fue nominada al premio de Mejor actriz de reparto en largometraje de drama en el Atlantic City Cinefest.
En 2013 Hunter apareció en la película Gravedigger, interpretando el papel de Marie Spiegel.
Hunter aparece en una línea de cómics con los títulos Code Red, Code Red II, Stripper Viking y Stripper Viking II. También aparece en varios cromos y arte, cómics y libros de Jay E. Fife, Scott Blair, Monte Moore, Julie Strain y Boris Vallejo. En 2013, Hunter fue una de las varias modelos elegidas para trabajar con el artista George Pérez en su nuevo cómic, Sirens. Sirvió de modelo para el personaje "Agony".

## Vida personal
Hunter es de ascendencia alemana, escocesa e italiana. Natural de Filadelfia (Pensilvania), se trasladó a Enterprise (Alabama) tras el divorcio de sus padres. Antes de entrar en el mundo de la lucha libre profesional, Hunter trabajó como modelo de fitness. Llegó a participar en el torneo de Ms. Fitness Philadelphia y en el Ironwoman Tri-Fitness en Tampa (Florida). También trabajó como modelo de Playboy y portavoz de la marca de suplementos Met-Rx.
El 30 de agosto de 2006, Hunter se casó con el luchador canadiense Jordan Danyluk (conocido como J.D. Maverick) en Las Vegas (Nevada). Se conocieron en un espectáculo de lucha libre en diciembre de 2005 y se comprometieron después del día de San Valentín de 2006.
Estudió fotografía en la New England School of Photography.

## Campeonatos y logros
- Far North Wrestling
  - FNW Women's Championship (1 vez)
- German Stampede Wrestling
  - GSW World Women's Championship (1 vez)[23]
- Great Canadian Wrestling
  - GCW W.I.L.D. Championship (1 vez)[7]
- Jersey All Pro Wrestling
  - JAPW Tag Team Championship (1 vez) – con Slyck Wagner Brown[24]
- Jersey Championship Wrestling
  - JCW Women's Championship (1 vez)
- NWA Cyberspace
  - NWA Cyberspace Women's Championship (1 vez)
- Pro-Pain Pro Wrestling
  - 3PW Tag Team Championship (1 vez) – con Slyck Wagner Brown[24]
  - Tag Team Royal Rumble (2004) – con Slyck Wagner Brown[25]
- Pro Wrestling Illustrated
  - Posicionada en el nº 18 del top 50 de luchadoras femeninas en el PWI Female 50 en 2009[26]
- Queens of Chaos
  - World Queens of Chaos Championship (1 vez)[27]
- USA Pro Wrestling
  - USA Pro Women's Championship (1 vez)[2]
- Women's Extreme Wrestling
  - WEW World Tag Team Championship – con Talia Madison
- Women Superstars Uncensored
  - WSU Hall of Fame (Class of 2011)
- World Xtreme Wrestling
  - WXW Women's Championship (1 vez)[2]
  - Women's Super 8 Tournament (2003)[28]